# Willy Ambaka

a Compétitions nationales et continentales officielles uniquement.

b Matchs officiels uniquement.
Dernière mise à jour le 9 novembre 2017.
Willy Ambaka est un joueur de rugby à sept et à XV kényan évoluant aux postes de talonneur au rugby à sept et d'ailier à XV. Il joue avec l'équipe du Kenya de rugby à sept depuis 2012.

## Carrière

### Débuts semi-professionnels et à sept
Il commence sa carrière en semi-professionnel avec le club des Kenya Harlequins, puis rejoint en 2012 l'équipe du Kenya de rugby à sept avec laquelle il dispute les World Series et la coupe du monde. En 2013, il est nommé pour le titre de meilleur du monde de rugby à sept, titre remporté par le Néo-Zélandais Tim Mikkelson.

### Passage par le rugby à XV professionnel
Il dispute la saison 2013-2014 de Pro D2 avec le Lyon olympique universitaire, devenant le premier kényan professionnel dans le rugby français. Il jouera dix matches pour six essais inscrits.
En 2014, il fait partie de l'équipe du Kenya de rugby à XV pour préparer la coupe d'Afrique 2014 comptant pour les qualifications à la coupe du monde 2015, mais il ne disputera aucun match en raison d'une blessure.
La saison suivante, il intègre l'équipe sud-africaine de la Western Province. Il dispute alors la Vodacom Cup, mais une nouvelle blessure l'empêche de jouer la Currie Cup remportée cette saison par la Western Province.
En 2017, il s'engage avec la province néo-zélandaise de Manawatu pour disputer la saison du Championship de Mitre 10 Cup avec qui il dispute un total de cinq rencontres pour un essai inscrit lors de son premier match face à Wellington.

### Retour au rugby à sept
La saison suivante, il réintègre à plein temps l'équipe du Kenya de rugby à sept avec pour objectif les Jeux olympiques,. Le Kenya parvient à se qualifier en remportant le championnat d'Afrique 2015. Willy Ambaka participe à la saison 2015-2016 des World Series à l'occasion de laquelle les Kényans remportent leur premier tournoi de rugby à sept à Singapour, en battant en finale les Fidjiens.
Willy Ambaka est retenu dans la sélection kényane pour les Jeux olympiques de Rio, mais le Kenya termine le tournoi à l'avant dernière place, ne remportant qu'un seul match, face aux Brésiliens.

## Palmarès
- Singapore Sevens 2016
- Vainqueur de la Pro D2 2013-2014
- Nommé pour le titre de meilleur joueur du monde de rugby à sept en 2013